# Radoslav Lošťák
Radoslav Lošťák (11. listopadu 1935, Olomouc – 10. září 1992, Praha) byl český dramatik a prozaik.

## Život
Maturoval roku 1953 na gymnáziu v Prostějově, poté vystudoval češtinu na Vysoké škole pedagogické v Olomouci, absolvoval roku 1957. Poté byl učitelem na základní škole, nejprve v Rudníku u Vrchlabí, posléze ve Vrbátkách u Prostějova. Od roku 1960 vedl v Prostějově divadelní soubor Větrník a pracoval též jako metodik pro umělecký přednes a péči o mladé autory na Krajském osvětovém zařízení. Podílel se rovněž na přípravě několika ročníků Wolkrova Prostějova. V letech 1965–1968 byl tajemníkem Vysokoškolského klubu olomoucké univerzity. V letech 1968–1969 byl novinářem, psal do kulturní rubriky Moravskoslezského večerníku. V roce 1969 nastoupil do Divadla Oldřicha Stibora v Olomouci, kde se nakonec stal dramaturgem. Na tu pozici nastoupil v roce 1978 do činohry Národního divadla v Praze a vykonával ji až do smrti.

## Dílo
První literární texty publikoval v roce 1958 v časopise Host do domu. V roce 1963 mu vyšla první kniha povídek Čistota, v roce 1968 druhá nazvaná Sníh pro příští noc. Poté se však, i vzhledem ke svému působení v divadle, přeorientoval na dramatickou tvorbu. V ní klíčovou roli sehrává trilogie psychologických dramat ze současnosti Chůze po kamení, Opožděný ptačí zpěv a Dům, kde nesněží. Napsal i několik rozhlasových her (První den prázdnin, Zavátá samota, Větrná noc, Stín bledé Elektry, Projížďka po moři, Projížďka mezi ledovci, Školní výlet celou noc) a jednu televizní inscenaci (Kdo sedí za komínem). Překládal z ruštiny.

### Divadelní hry
- Chůze po kamení (1975)
- Opožděný ptačí zpěv (1976)
- Dům, kde nesněží (1978)
- Poněkud ztracená princezna (1981)
- Dubnová noc (1983)

### Próza
- Čistota (1963)
- Sníh pro příští noc (1968)